# Jérôme Gallix
Pour les articles homonymes, voir Gallix (homonymie).
Jérôme Gallix, né le 6 novembre 1964 à Marseille, est un designer automobile, directeur du style de Peugeot de 2007 à 2009.

## Biographie
Diplômé de l'École nationale supérieure d'arts et métiers et de l'IAE Paris, il est recruté par Gérard Welter en 1987 en tant que responsable CAO Style. Directeur adjoint du style Peugeot depuis 2002, il succède à Welter en 2007, parti en retraite. Il explique ainsi sa philosophie du style « Nous allons redoubler d’efforts en portant la même attention sur les galbes de styles que sur l’équilibre des proportions ». Il est remplacé précocement fin 2009 par Gilles Vidal. On lui doit la Peugeot RCZ et la Peugeot 508 porte en partie sa patte.